# Lappula leonardii
Lappula leonardii är en strävbladig växtart som beskrevs av H. Riedl. Lappula leonardii ingår i släktet piggfrön, och familjen strävbladiga växter. Inga underarter finns listade i Catalogue of Life.